# Frederik de Moucheron

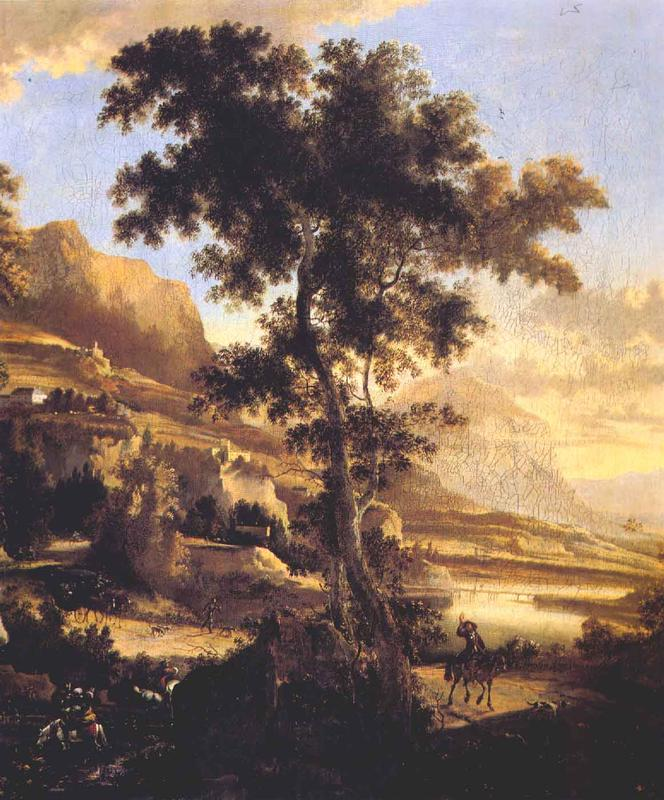
Landskap med en ryttare.

Frederik de Moucheron, född 1633, död 1686, var en nederländsk landskapsmålare. Han var far till Isaac de Moucheron.
Moucheron vistades några år i Frankrike, men var mestadels verksam i Amsterdam. Han var elev till Jan Asselijn och påverkades av Jan Both, vars italienska motiv Moucheron gärna upptog, om än mera förtunnade och kraftlösa. På Nationalmuseum finns Vidsträckt flodlandskap, Kunstmuseet äger tre landskapsmålningar av Moucheron.